# Dolsa
Una dolsa (també escrit dolça [dɔ̞́ɫsə] i usat normalment en plural, dolses) és un dolç típic de Mallorca. Segons el Diccionari Alcover-Moll, és una «tallada de pasta fina de farina, que una vegada cuita es torna posar al forn i es bescuita o bescou (Mall.); cast. bizcocho. Voleu que veja si per aquesta terra trobaré quartos o dolses de bescuit o madritxos, Penya Mos. iii, 205. Hey hagué beure y confits y dolses, de tot abastament, Ignor. 11.»
L'entrada del Diccionari de l'Enciclopèdia, en canvi, ens remet a la paraula «esponjat», fet una mica desconcertant perquè les dolces no ho són gens, d'esponjoses. Són seques i volàtils.
El Termcat és més precís perquè en la seva entrada diu: «Pasta sòlida i lleugera, feta amb xarop a punt de bola fort, al qual s'afegeix una glaça feta amb sucre de llustre, clara d'ou i suc de llimona o crémor tàrtar.»
Es poden menjar mullades al cafè amb llet o a la xocolata desfeta; també es fan servir per a fer púdings o per a ratllar-les sobre la coca de brossat.